# Hemiceras beata
Hemiceras beata är en fjärilsart som beskrevs av William Schaus 1906. Hemiceras beata ingår i släktet Hemiceras och familjen tandspinnare. Inga underarter finns listade i Catalogue of Life.